# Западен Азербайджан
Западен Азербайджан (на персийски: آذربایجان غربی) е един от 31 остана на Иран. Разположен е в северозападен Иран, включен е в административния Регион 3. Заема площ около 37 000 km², населението е над 3 милиона. Административен център е град Урмия.

## История
Територията на остан Западен Азербайджан в продължение на векове е била част на големия исторически регион Азербайджан. В древността територията принадлежи на Мидия, след това на различни местни и персийски династии. Тук се сблъскват интересите на големите империи – Руската, Персийската и Османската. В началото на 19 век една от руско-иранските войни завършва с Гюлистански мирен договор, по силата на който Русия придобива част от Азербайджан, който до този момент е бил изцяло в границите на Иран.
През 20 век иранският Азербайджан е обект на икономически и политически интереси на Русия, Турция и Великобритания. По време на Втората световна война Иран е окупиран от руски и британски войски. През 1945 г. в иранския Азербайджан с подкрепата на СССР се извършва преврат срещу централната власт. Техеран възстановява своя суверенитет над региона в края на 1946 г.
Административното разделяне на иранския Азербайджан започва през 20 век и преминава през няколко етапа. Сегашните граници на остан Западен Азербайджан са определени през 1965 г.

## География
Остан Западен Азербайджан граничи с три държави – с Азербайджан на север, с Турция на запад и Ирак на югозапад. Вътрешните граници на остана са с останите Източен Азербайджан на изток, Занджан на югоизток и Кюрдистан на юг.
Територията на остана е пресечена от високите планини на веригата Загрос. Тук има много планински реки и минерални извори. Една от големите реки е Малък Заб (на персийски: زاب کوچک: Заб-е Кучек), приток на реката Тигър. Природна забележителност е голямото солено езеро Урмия.
Климатът на Западен Азербайджан се влияе от от въздушните течения на Атлантическия океан и Средиземно море, през зимата от север навлизат студени въздушни маси. Летата в повечето райони са сухи, зимите са студени. Минималната зимна температура достига до -16ºC, максималната лятна до 34ºC.

## Административно деление
Всеки остан в Иран се дели на шахрестани, които се състоят от бахши, те на свой ред съдържат най-малките административни единици – дехестани. Административният център на шахрестан е град, който носи името на шахрестана. Западен Азербайджан е разделен на 19 шахрестана. Данните за населението на шахрестаните са от националното преброяване през 2016 г.
| Шахрестан | Население | Шахрестан  | Население |
| --------- | --------- | ---------- | --------- |
| Урмия     | 1 040 565 | Ошнавийе   | 73 886    |
| Букан     | 251 409   | Полдащ     | 42 170    |
| Пираншахр | 138 864   | Такаб      | 80 556    |
| Чалдоран  | 45 060    | Чайпаре    | 47 292    |
| Хои       | 348 664   | Сардащ     | 118 849   |
| Салмас    | 196 546   | Шахин Деж  | 92 456    |
| Шовт      | 55 682    | Маку       | 94 751    |
| Махабад   | 236 849   | Мияндоаб   | 273 949   |
| Нагаде    | 12 767    | Чахарбордж | 26 219    |
| Барог     | 22 385    |            |           |

Шахрестаните Чахарбордж и Барог са били част на шахрестан Мияндоаб и се отделят от него през 2021 г.

## Население
Съгласно националното преброяване през 2016 г. населението на остана е 3 265 219 души, от тях около 65% живеят в градовете. 82% от населението е грамотно (възрастова група над 6 г.).
Населението на остана се състои главно от азери и кюрди, малцинствените групи са арменци, асирийци и евреи.

## Икономика
Икономиката на Западен Азербайджан е свързана преди всичко със селското стопанство, като доминиращия отрасъл е животновъдството. Територията на остана е много богата на минерални ресурси. Тук се добива злато, титан, минерали от групата на фосфати, разнообразни строителни материали и декоративни камъни. Промишленото производство е представено главно от предприятията на хранително-вкусовата промишленост. Територията на остана е един от центровете по производство на цимент в страната.

## Образование
Остан Западен Азербайджан разполага с 40 научни и образователни организации. В шахрестаните са открити филиалите на Свободен ислямски университет и на Университета Паям-е Нур. Освен тях има държавни университети:
- Университет на Урмия
- Медицински университет на Урмия
- Технически университет на Урмия

## Забележителности
Забележителностите на Западен Азербайджан са паметници на различни исторически епохи и култури:
- Тахт-е Солейман (Трон на Соломон) – древен храмов комплекс на зороастризма, включен в списъка на световното културно наследство на ЮНЕСКО;[11]
- Църква Дзордзор – запазена част от арменски манастир в шахрестан Маку, включена е в списъка на световното културно наследство на ЮНЕСКО;[12]
- Манастир на Свети Тадей – арменски манастир в шахрестан Чалдоран, включен е списъка на световното културно наследство на ЮНЕСКО;[12]
- Замък Багче Джуг – архитектурен комплекс в град Маку, построен е през 19 век и носи белезите на руската архитектура;
- Крепост Бастам – цитадела от 7 век пр.н.е., от епохата Урарту;[13]
- Тепе Хасанлу – археологически паметник в шахрестан Нагаде.